# لیلیا هوهانیسیان
لیلیا هوهانیسیان (ارمنی: Լիլյա Հովհաննիսյան؛  ۲۹ ژانویهٔ ۱۹۳۲– ۳۰ دسامبر ۱۹۹۸) یک بازیگر اهل ارمنستان بود. وی بین سال‌های ۱۹۵۴ تا ۱۹۵۹ میلادی فعالیت می‌کرد.

## زندگی‌نامه
وی در ۲۹ ژانویهٔ ۱۹۳۲ در تبریز، ایران به دنیا آمد  وی همچنین برندهٔ جوایزی همچون هنرمند مردمی ارمنستان شوروی شده‌است. وی در ۳۰ دسامبر ۱۹۹۸ در سن ۶۶ سالگی در ایروان، ارمنستان درگذشت.

## گزیده فیلمشناسی
از فیلم‌ها یا برنامه‌های تلویزیونی که وی در آن نقش داشته‌است می‌توان به راز دریاچه کوهستان (۱۹۵۴) اشاره کرد.